# SME HPC Adoption Programme in Europe

SME HPC Adoption Programme in Europe (SHAPE ; en français, programme d'adoption du calcul haute performance par les PME en Europe) institué à la fin du printemps 2013 a ensuite été redéfini lors de la conférence PRACEdays14 organisée par PRACE à Barcelone du 20 au 22 mai 2014. 
Il a pour but de faire prendre conscience aux petites et moyennes entreprises (PME) de la réelle efficience en termes de productivité du calcul haute performance (High Performance Computing) et de les doter de l'expertise nécessaire pour tirer profit au travers des possibilités d'innovation offertes d'une telle technologie.

## Annexe